# Birgit Witte
Birgit Witte is een Nederlands marathonschaatsster. 
In 2016 won zij de Alternatieve Elfstedentocht Weissensee.
In 2014, 2015 en 2016 nam Witte deel aan het Nederlands Kampioenschap afstanden op het onderdeel massastart.

## Records

### Persoonlijke records[3]
| Afstand    | Tijd    | Datum            | Baan          |
| ---------- | ------- | ---------------- | ------------- |
| 500 meter  | 43,65   | 22 maart 2002    | Calgary       |
| 1000 meter | 1.26,58 | 22 maart 2002    | Calgary       |
| 1500 meter | 2.07,71 | 8 november 2015  | Alkmaar       |
| 3000 meter | 4.23,10 | 15 februari 2015 | Enschede      |
| 5000 meter | 8.28,70 | 29 februari 2004 | Jaap Edenbaan |